# SX Возничего
SX Возничего (лат. SX Aurigae), HD 33357 — двойная затменная переменная звезда типа Беты Лиры (EB) в созвездии Возничего на расстоянии приблизительно 4886 световых лет (около 1498 парсеков) от Солнца. Видимая звёздная величина звезды — от +9,14m до +8,38m. Орбитальный период — около 1,2101 суток.

## Характеристики
Первый компонент — бело-голубая звезда спектрального класса B3V. Масса — около 11 солнечных, радиус — около 5,8 солнечных. Эффективная температура — около 9532 К.
Второй компонент — бело-голубая звезда спектрального класса B5V. Масса — около 5 солнечных, радиус — около 4,6 солнечных.